# Atalanta Light Cars
Die Atalanta Light Cars Ltd. war ein britischer Automobilhersteller, der 1916–1917 in Greenwich (London) ansässig war.
Gebaut wurde ein leichter Wagen, der mit einem Vierzylinder-Reihenmotor ausgestattet war, der 9 bhp (6,6 kW) leistete.

## Quelle
David Culshaw & Peter Horrobin: The Complete Catalogue of British Cars 1895–1975. Veloce Publishing plc. Dorchester (1997). ISBN 1-874105-93-6.